# 眼筋麻痺
眼筋麻痺（がんきんまひ、英: paralysis of ocular muscles, ophthalmoplegia、独: Augenmuskellähmung, Ophthalmoplegie）は、主に外眼筋に運動障害もしくは麻痺を生じ、眼球運動障害をきたす外眼筋麻痺をいう。この他、内眼筋麻痺、核間性眼筋麻痺などを含めることが多い。

## 概要
核性、核下性以下の末梢麻痺により非共同性の眼球運動障害をきたした状態を眼筋麻痺という。末梢性の核性、核下性眼筋麻痺 peripheral ophthalmoplegia は、眼瞼下垂や麻痺性斜視の起こる外眼筋麻痺と、調節麻痺、散瞳の起こる内眼筋麻痺とに分けられる。眼筋麻痺には通常、核間性眼筋麻痺を含め、核上性の注視麻痺、開散麻痺、輻輳麻痺、眼球運動失行症などは含めない。

### 外眼筋麻痺
外眼筋麻痺 external ophthalmoplegia は、核性、核下性神経麻痺（動眼神経麻痺、滑車神経麻痺、外転神経麻痺、他にこれらの複合された神経麻痺）、筋無力症やボツリヌス菌中毒による神経筋接合部伝達異常の他、眼筋ミオパシー、眼窩筋炎、吹き抜け骨折、デュエーン症候群 Duane's syndrome、先天性眼筋麻痺などに起因する。
通常、複視は必発となり、眼瞼下垂を伴うことがある。患眼に見える仮像は麻痺した筋が本来作動するはずの方向に現れ、左右、上下、斜、回旋複視が起こる。複視の程度は麻痺筋の運動方向において最大となるため、麻痺筋を推定することが可能であり、この代償として麻痺筋の運動方向と反対の代償性頭位をとることが多い。また眼球の偏位を生じ、これも麻痺筋の運動方向において最大となる。患眼固視による第2偏位は、健眼固視による第1偏位より大きい。
診断の確定に際しては複像検査、ヘス赤緑試験、大弱視鏡などで複視を定量する。注視野、筋電図、眼球電図などの検査を行うこともある。
治療に際しては原因疾患の治療を第一とし、頭部外傷、脳腫瘍、動脈瘤などでは外科的治療が必要となる。対症療法としてはステロイドホルモン、ビタミンB1 、B12 、ATP、抗生物質などを投与する。偏位の微小な複視にはプリズム矯正を施し、症状固定から6か月以上経過後に複視が認められる場合には斜視手術を施す。

### 内眼筋麻痺
内眼筋麻痺 internal ophthalmoplegia は、眼球鈍傷、ジフテリア、ボツリヌス菌中毒、散瞳薬点眼などに起因する。ピロカルピン、抗コリンエステラーゼ剤点眼により治療を行う。

### 核間性眼筋麻痺
核間性眼筋麻痺 internuclear ophthalmoplegia は、眼球共同運動の皮質下中間ニューロンの内側縦束が障害されて起こるもので、内側縦束症候群ともいう。片眼もしくは両眼に内転障害を生じ、健眼外転時に健眼のみが外方へ向かう解離性眼振を生じるが、輻輳は正常に機能する。脳幹梗塞、多発性硬化症に起因することが多く、予後は良好である。